# Ingeniería de producto
La expresión ingeniería de producto se refiere al proceso de diseño y desarrollo de un equipo, sistema o aparato de forma tal que se obtiene un elemento apto para su comercialización mediante algún proceso de fabricación. Por lo general la ingeniería de producto incluye actividades relacionadas con optimizar el costo de producción, su facilidad de fabricación, su calidad, funcionalidad, confiabilidad y otras características importantes para el usuario. Asimismo, se busca obtener un producto con estas características de manera que el producto resulte más atractivo y competitivo en el segmento del mercado que tiene por objetivo. De esta forma se aumentan las posibilidades de éxito del negocio que posee el fabricante de dicho producto.
La ingeniería de producto incluye el diseño, desarrollo general, selección de materiales, y transición desde la etapa de prototipo hasta la fabricación del producto. El término incluye desarrollar el concepto del producto y el diseño y desarrollo de sus componentes y partes mecánicas, electrónicas y de software. Por ejemplo la ingeniería de un producto tal como una cámara digital comprendería definir los requerimientos del equipo, diseñar su sistema óptico, el diseño mecánico y ergonómico del conjunto y sus comandos, el diseño de su packaging, el desarrollo de la electrónica de control de los diversos componentes y desarrollar el software que permite al usuario ver las fotografías, almacenarlas en la memoria, descargarlas en una computadora, etc. Luego que se completa el diseño inicial y su desarrollo, se lleva a cabo la transición del producto para su fabricación en las cantidades que determina el fabricante de acuerdo a las proyecciones del mercado y la capacidad económica de la organización.